# Rapówka
Rapówka (tzw. tynk surowy jednowarstwowy) – tynk zatarty na ścianie fundamentowej lub ścianie zewnętrznej, który za główne zadanie ma uszczelniać pory fug między bloczkami betonowymi bądź cegłą i zabezpieczać przed przedostawaniem się do murów wody i wilgoci. W przypadku ściany fundamentowej rapówka stanowi podkład pod izolację przeciwwilgociową pionową. Do obrzutki, czyli rapówki stosuje się zaprawę o rzadkiej konsystencji, rzuca się ją kielnią i zaciera wyrównując powierzchnię; grubość warstwy jaką się w ten sposób uzyskuje wynosi około kilku mm.
Do wykonania rapówki może być użyta bądź gotowa sucha zaprawa do tynku lub lekki tynk cementowy.  
W przypadku nakładania rapówki na ściany np. piwnic lub poddaszy, bądź w przypadku budynków gospodarczych, rapówka nie stanowi podkładu pod tynk lub gładź, gdyż nie ma spełniać walorów estetycznych tylko zabezpieczające i konserwujące mur.